# Iizdețke, Velîka Pîsarivka
Iizdețke (în ucraineană Їздецьке) este un sat în comuna Vilne din raionul Velîka Pîsarivka, regiunea Sumî, Ucraina.

## Demografie
Componența lingvistică a localității Iizdețke
     Rusă (86,01%)
     Ucraineană (13,64%)
     Alte limbi (0,35%)
Conform recensământului din 2001, majoritatea populației localității Iizdețke era vorbitoare de rusă (86,01%), existând în minoritate și vorbitori de ucraineană (13,64%).